# Lights and Sounds
Lights and Sounds — пятый альбом группы Yellowcard, вышедший в 2006 году. Достиг пятой позиции в Billboard 200. Альбом продался тиражом в 1 миллион (Ocean Avenue, предыдущий альбом, продался тиражом в 2 миллиона)

## Об альбоме
Lights and Sounds наиболее длительно-ожидаемый альбом группы, так как предыдущий альбом, Ocean Avenue был выпущен в 2003 году. Первоначально альбом должен был выйти в конце 2005 года, в итоге он был выпущен 24 января 2006 года. В Limited Edition версии альбома входил бонусный DVD с документацией, клип на песню Lights And Sounds, а также некоторые песни в «живом» исполнении.
Главный сингл, «Lights And Sounds», достиг 4 позиции в американском «Modern Rock Charts». Capitol Records продолжала делать попытки к увеличению продажи альбома выпуском нового сингла; но песня «Rough Landing, Holly» не смогла войти в «Top 20».
Песня «Rough Landing, Holly» стала саундтреком к игре FlatOut 2.
Также песня «Lights and Sounds» стала саундтреком к игре Burnout Revenge и Burnout Legends.

## Список композиций
1. Three Flights Up — 1:23
2. Lights and Sounds — 3:28
3. Down on My Head — 3:32
4. Sure Thing Falling — 3:42
5. City of Devils — 4:23
6. Rough Landing, Holly — 3:34
7. Two Weeks From Twenty — 4:18
8. Waiting Game — 4:15
9. Martin Sheen or JFK — 3:46
10. Space Travel — 3:47
11. Grey — 3:00
12. Words, Hands, Hearts — 4:24
13. How I Go — 4:32
14. Holly Wood Died — 4:39

## Бонус-треки
- «Three Flights Down» — 4:10

## Позиции в чартах
| Чарт                     | Наивысшее место |
| ------------------------ | --------------- |
| Canadian Albums Chart    | 4               |
| Australian Albums Charts | 6               |
| Austrian Albums Chart    | 67              |
| New Zealand Albums Chart | 11              |
| Swiss Music Charts       | 73              |
| UK Album Charts          | 59              |
| U.S. Billboard 200       | 5               |
| U.S. Digital             | 5               |

### Синглы
| Сингл                  | Чарт                        | Позиция |
| ---------------------- | --------------------------- | ------- |
| «Lights and Sounds»    | U.S. Billboard Hot 100      | 50      |
| «Lights and Sounds»    | U.S. Hot Modern Rock Tracks | 4       |
| «Lights and Sounds»    | U.S. Digital Songs          | 26      |
| «Lights and Sounds»    | UK Singles Charts           | 56      |
| «Lights and Sounds»    | New Zealand Singles Chart   | 23      |
| «Lights and Sounds»    | Australian Singles Chart    | 24      |
| «Rough Landing, Holly» | U.S. Hot Modern Rock Tracks | 27      |
| «Rough Landing, Holly» | Australian Singles Chart    | 49      |

## Сертификация
| Страна | Сертификация | Продажи  |
| ------ | ------------ | -------- |
| Канада | Золотой      | 50,000+  |
| США    | Золотой      | 500,000+ |